# Гонориада
Гонориада (греч. Ὁνωριάς, лат. Honorias) — позднеримская провинция, включавшая в себя части Вифинии и Пафлагонии в Малой Азии (современная Турция).
Её столицей был Клавдиополь (современный Болу), а её губернатор занимал скромное звание praeses.

## История

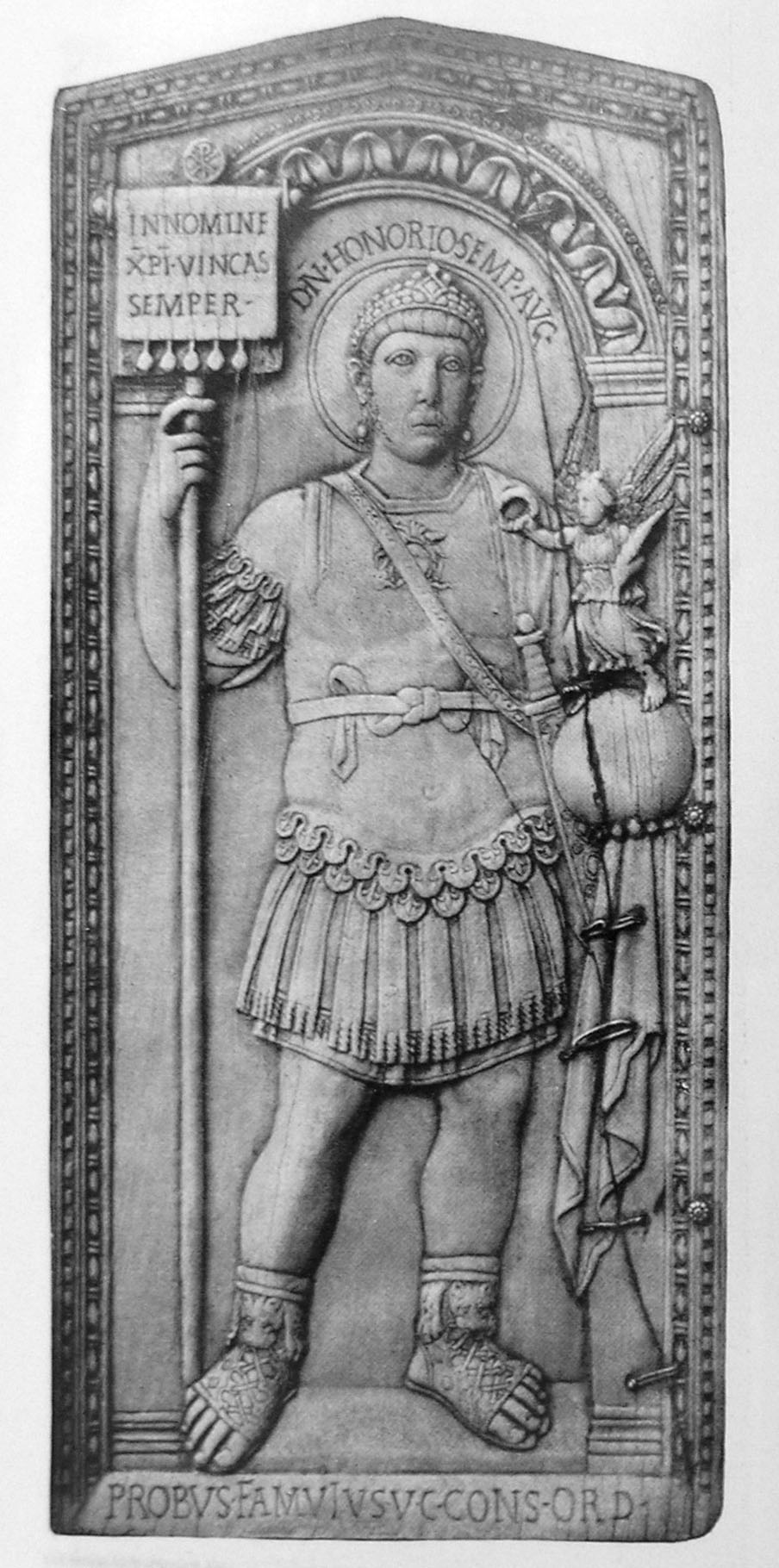
Флавий Гонорий Август

Провинция была основана при Феодосии I и названа в честь его младшего сына Гонория. Она входила в состав Понтийской епархии, гранича с Вифинией на Западе, Галатией на юге и Пафлагонией на востоке.
В ходе административных реформ императора Юстиниана I эта провинция была объединена с провинцией Пафлагония и образовала новую провинцию Пафлагония под управлением губернатора, названного praetor Iustinianus.
Помимо столицы, Клавдиополиса, главными городами и епископскими резиденциями провинции, перечисленными в Синекдеме, были Киос и Тиос.